# Deficientní číslo

Přirozená čísla od 1 do 40 a hodnoty jejich s(n). deficientní čísla jsou znázorněna šedě, dokonalá červeně a abundantní modře.

Deficientní číslo je v matematice takové číslo n, které je větší než součet všech vlastních dělitelů kromě sebe samého. Platí pro něj, že je součet všech kladných dělitelů včetně n samého σ(n) < 2n. Ekvivalentně lze deficientní číslo definovat jako číslo, pro které platí, že součet všech kladných dělitelů kromě n samého s(n) < n. Čísla, pro která σ(n) > 2n jsou abundantní. Čísla, pro která σ(n) = 2n a tedy s(n) = n se nazývají dokonalá.
Hodnota 2n − σ(n) je nazývána deficiencí čísla n.
Několik prvních deficientních čísel (posloupnost A005100 v OEIS): 1, 2, 3, 4, 5, 7, 8, 9, 10, 11, 13, 14, 15, 16, 17, 19, 21, 22, 23, 25, 26, 27,…
Jako příklad uvažujme např. číslo 21. Jeho děliteli jsou čísla 1, 3, 7 a 21, jejichž součet je 32. Protože 32 < 2×21 = 42, číslo 21 je deficientní. Jeho deficience je 42 − 32 = 10.
Jak lichých, tak sudých deficientních čísel existuje nekonečně mnoho. Nejvíce je známo deficientních čísel, méně abundantních a nejméně dokonalých. Například všechna prvočísla jsou deficientní čísla. Stejně tak i všechna poloprvočísla a všichni dělitelé deficientního nebo dokonalého čísla. Taktéž všechny mocniny prvočísel nebo jiných mocnin jsou deficientní čísla.
Přirozená čísla byla buď jako deficientní, abundantní nebo dokonalá klasifikována již řeckým matematikem Nikomachem v díle Introductio Arithmetica (okolo roku 100).